# U.S. Route 2

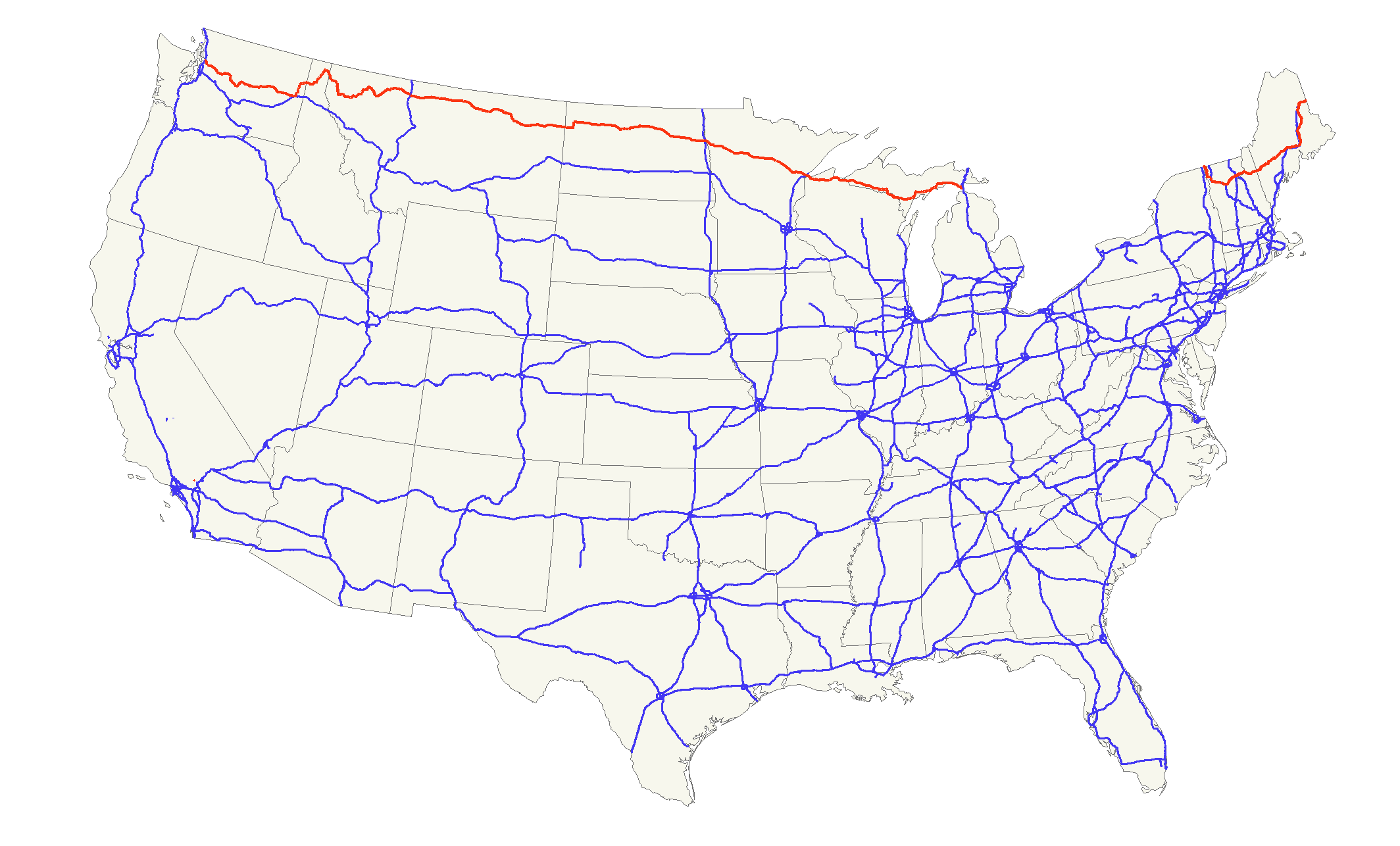
Mapa U.S. Route 2, která je označena červeně.

U.S. Route 2 je jedna z hlavních silnic ve Spojených státech amerických, které spojují východní a západní pobřeží. 4 150 kilometrů je rozděleno do dvou segmentů, které jsou spojeny kanadskými dálnicemi. Na rozdíl od ostatních silnic, které jsou rozděleny (především kvůli napojení k mezistátní dálnici), tato silnice byla vytvořena rozděleně už od originálního plánu.
Západní segment má svůj západní konec na křižovatce s Washington State Route 529 v Everettu ve státě Washington a východní konec na křižovatce s Interstate 75 v St. Ignace, ve státě Michigan. Východní segment na západě sahá až k U.S. Route 11 v Rouses Pointu, ve státě New York a na východ pokračuje až do Houltonu ve státě Maine, kde končí na Interstate 95.
Jak už číslo napovídá, silnice je nejsevernější silnicí spojující obě americká pobřeží.

## Cesta

### Západní segment

#### Washington
Hlavní článek: U.S. Route 2 ve státě Washington

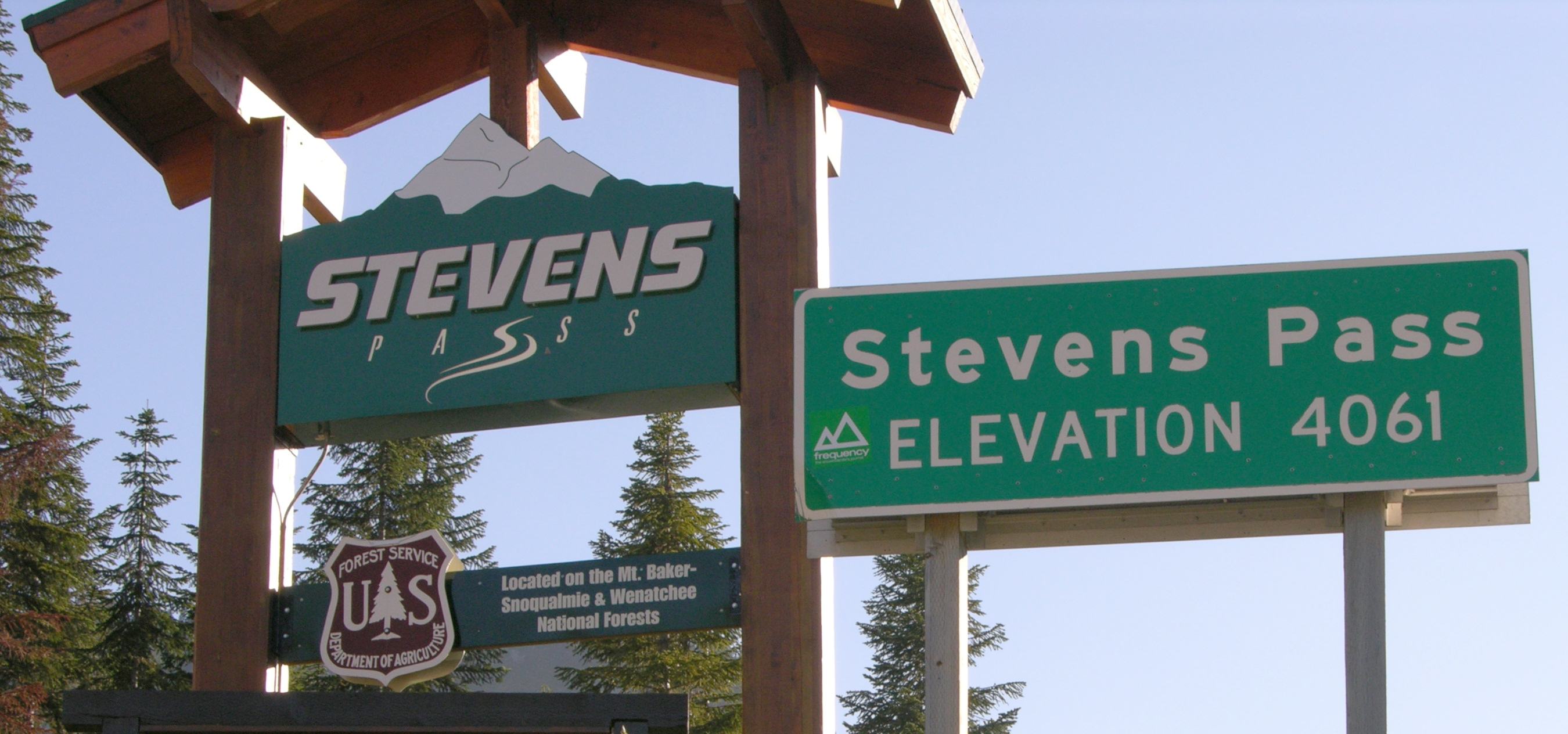
Značky vítající cestovatele do průsmyku Stevens.

Ve státě Washington je silnice nejsevernější z těch, které jsou otevřeny celoročně a protínají Kaskádové pohoří. Začíná na křižovatce s Interstate 5 a Washington State Route 529 v Everettu a pokračuje přes Stevens Pass, Wenatchee a Spokane až k Newportu, kde překračuje hranici se státem Idaho.

#### Idaho
Hlavní článek: U.S. Route 2 v Idahu

Krátce po průjezdu hranicí do Idaha silnice přejíždí přes řeku Priest. Pak následuje řeku Pend Oreille až ke stejnojmennému jezeru. Ve městě Priest River pak křižuje důležitou Idaho Route 57. Další důležitou křižovatkou je ta se silnicí U.S. Route 95 ve městě Sandpoint. Tyto dvě silnice pak pokračují v jedné celých 58 kilometrů. Na místě zvaném Three Miles Corner se pak U.S. Route 2 oddělí a pokračuje sama do Montany.

#### Montana
U.S. Route 2 je důležitým koridorem v severní Montaně. Úsek uražený v Montaně je pak největší ze všech států, kterými silnice prochází. Především v západní části jejího montanského úseku protíná nádhernou krajinu. Prochází dvěma indiánskými rezervacemi, blízko tří dalších a pokračuje souběžně s jižní hranicí národním parkem Glacier. Velká část úseku běží souběžně také s hlavní tratí železnice BNSF a tak ji můžeme spatřit i ve hře Microsoft Train Simulator na trati Marias Pass.
Do Montany se U.S. Route 2 dostává 16 kilometrů před malým městem Troy. Je to také nejnižší bod v Montaně, řeka Kootenay totiž právě zde opouští stát. Prvním velkým městem kam silnice přichází je Libby. Poté kroutí ke Kalispellu, dvacetitisícovému městu na severním břehu jezera Flathead, největšího sladkovodního jezera na západ od řeky Mississippi. Dále silnice prochází jižním koncem národního parku Glacier a pak následuje prostřední větev řeky Flathead. Poté, co překročí do jiného úmoří v průsmyku Marias, silnice opouští Skalisté hory a vstupuje do Velkých planin. Ještě před městem East Glacier silnice překračuje hranice indiánské rezervace Blackfeet.

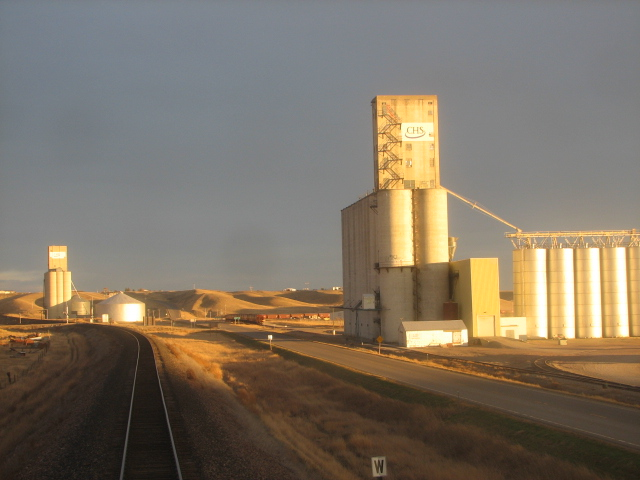
Výtahy na obilí vedle U.S. Route 2 v Shelby.

Prvním městem po vjezdu do Velkých planin je Browning, největší město v indiánské rezervaci Blackfeet. Odsud až k hranici se Severní Dakotou je obkličující oblast známa mezi Montaňany jako „The Hi-Line“, název ještě z dob železnice Great Northern. Dále pokračuje přes město Cut Bank do Shelby, kde se stává severní hranicí regionu zvaného „Zlatý trojúhelník“. Tato oblast je jednou z nejproduktivnějších v USA v zemědělství. Dále pokračuje přes sled malých městeček až do Havru. Dalším městem je Malta, před kterou silnice vstupuje do indiánské rezervace Fort Belknap. Následuje Glasgow, které leží nedaleko na sever od vodní nádrže Fort Peck. Zbytek montanského úseku leží především v indiánské rezervaci Fort Peck. Protínanými městy v rezervaci jsou Wolf Point a Poplar. Pár kilometrů před odchodem ze státu silnice rezervaci opouští. Poslední zastávkou v Montaně je pak Bainville. Pak silnice dosáhne soutoku řek Missouri a Yellowstone a opouští stát.

#### Severní Dakota
U.S. Route 2 spojuje západní hranici Severní Dakoty s východní a spojuje severní řadu větších měst státu - Williston, Minot, Devils Lake a Grand Forks. Tato města jsou zhruba 150 kilometrů od jižní řady větších měst, kam patří Dickinson, Bismarck/Mandan, Jamestown a Fargo/West Fargo, které spojuje zase Interstate 94. To je nejspíš důvod proč se tyto dvě silnice vyvinuly ve dvě nejdůležitější v Severní Dakotě.
U.S. Route 2 křižuje dvě hlavní svislé silnice Severní Dakoty - U.S. Route 83 v Minotu a Interstate 29 v Grand Forks. Stejně jako tyto dvě silnice, i „dvojka“ je místy čtyřproudovou. Již před několika lety byl takto předělán úsek mezi Minotem a Grand Forks. V roce 2008 byl renovován úsek mezi Minotem a Willistonem. Nakonec dvouproudovým zůstává pouze devatenáctikilometrový úsek mezi Willistonem a hranicí s Montanou, který, podle guvernéra Severní Dakoty, bude také renovován, ale pouze v případě, že s podobnou renovací začne na své straně také Montana.
Mezi Willistonem a Minotem silnice běží přes několik vysoce položených bodů, což cestovatelům poskytuje báječný výhled na okolní krásnou krajinu. Mezi Minotem a Grand Forks je pak čeká úsek střídající zemědělskou krajinu, mokřiny a jezera. Nedaleko města Devils Lake prochází kolem velkého jezera.

#### Minnesota
Hlavní článek: U.S. Route 2 v Minnesotě

Část úseku mezi městy Cass Lake a Bemidji je oficiálně označen jako Paul Bunyan Expressway v památce mytického obřího dřevorubce. V Grand Rapids křižuje U.S. Route 169 a řeku Mississippi. Richard I. Bong Memorial Bridge pak silnici přenáší přes záliv Saint Louis mezi městy Duluth a Superior. Most měří na délku celkem 3 600 metrů, z toho 2,5 kilometru nad vodou.
Ze 428 kilometrů ve státě, 235 kilometrů je čtyřproudových, především na severozápadě státu. Podle zákonů státu Minnesota je oficiálním názvem silnice ve státě Route 8 a Route 203.

#### Wisconsin
Hlavní článek: U.S. Route 2 ve Wisconsinu

Po Bong Bridge tedy následuje město Superior, kde se na chvíli spojí s U.S. Route 53. Po šestnácti kilometrech se silnice rozdělují, U.S. Route 2 pokračuje přes Ashland k Ironwoodu, kde překročí hranici se státem Michigan. Silnice se do Wisconsinu vrací nedaleko Florence a do Michiganu se vrací v Iron Mountain.

#### Michigan
Hlavní článek: U.S. Route 2 v Michiganu

U.S. Route 2 nejprve vstupuje do Michiganu v Ironwoodu, ale po městě Crystal Falls se vrací do Wisconsinu. Do Michiganu se vrací severně od Iron Mountain a pokračuje po poloostrově Horní Michigan k městům Escanada, Mainstique a St. Ignace. Po cestě také protíná národní lesy Ottawa a Hiawatha a běží souběžně se severním pobřežím Michiganského jezera. Končí na Interstate 75, severně od mostu Mackinac Bridge ve městě St. Ignace.

### Východní segment
Východní segment silnice proudí přes státy Nové Anglie.

#### Vermont
Hlavní článek: U.S. Route 2 ve Vermontu

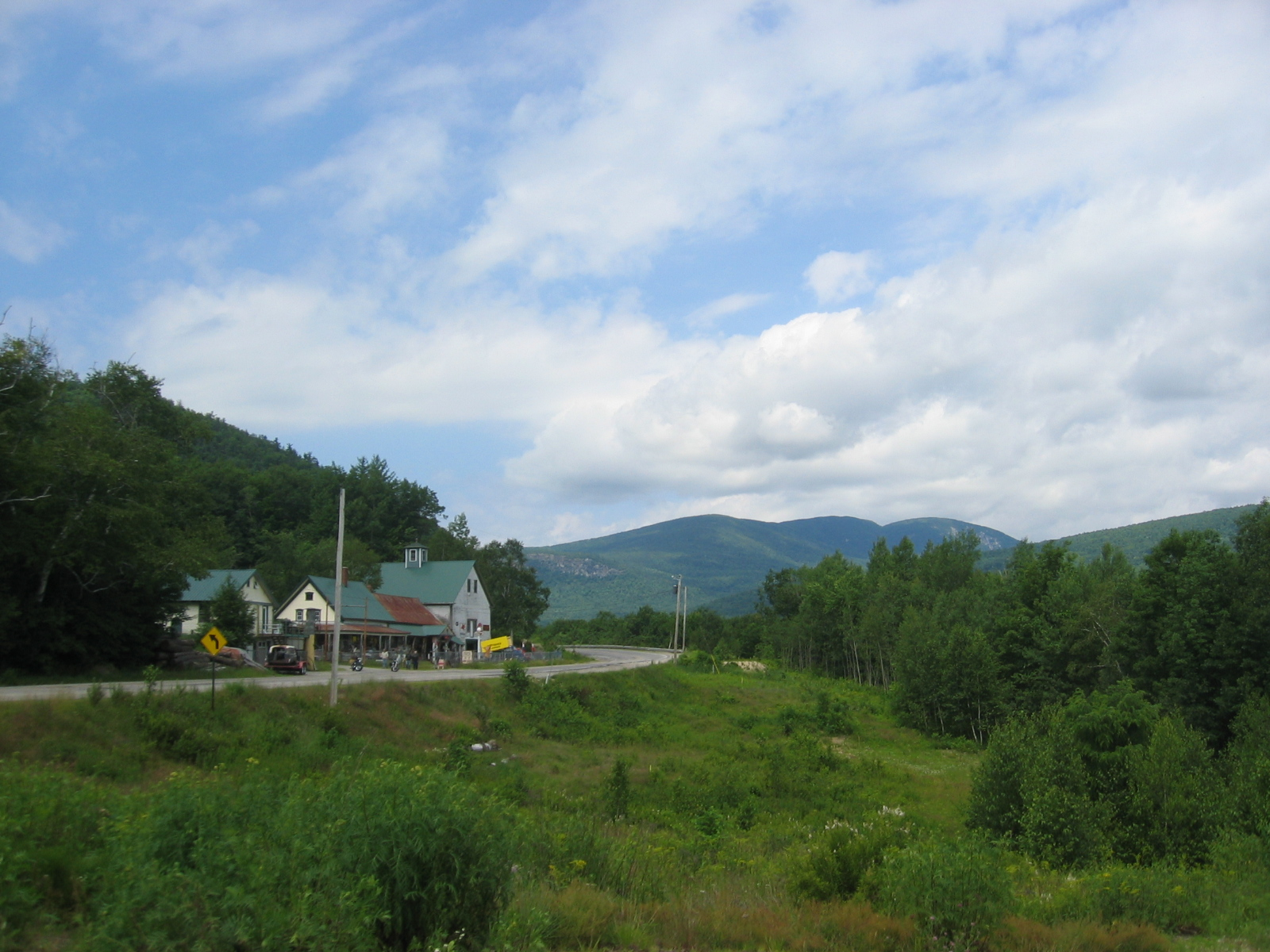
Silnice ve státě Vermont

Silnice začíná na silnici U.S. Route 11 jen 1,6 kilometru od kanadské hranice v Rouses Pointu ve státě New York. Odsud překračuje po mostu Rouses Point Bridge Champlainské jezero a dostává se až do vermontského okresu Grand Isle. Z Miltonu pokračuje do Burlingtonu, odkud pokračuje souběžně s Interstate 89 až do Montpelieru. Po městech Saint Johnsbury a Guildhall překračuje řeku Connecticut do Lancasteru v New Hampshire.

#### New Hampshire
V New Hampshire silnice pokračuje jihovýchodním směrem. Po Jeffersonu odbočuje trošku na východ a po protnutí severního konce národního lesa White Mountain pokračuje do Gorhamu. Z Gorhamu pak vede do Shelbourne a to po jižním břehu řeky Androscoggin, kterou později překročí za účelem překročení státní hranice. Celý newhampshireský úsek leží pouze v okrese Coös.

#### Maine
Hlavní článek: U.S. Route 2 v Maine
První mainskou zastávkou je Gilead, z kterého silnice pokračuje k Houltonu. U.S. Route 2 končí západně od kanadských hranic na výjezdu 305 dálnice Interstate 95.

## Hlavní křižovatky
- Interstate 5 - Everett, Washington
- U.S. Route 97 - Cashmere, Washington
- Interstate 90/U.S. Route 395/U.S. Route 195 - Spokane, Washington
- U.S. Route 95 - Sandpoint, Idaho
- U.S. Route 93 - Kalispell, Montana
- U.S. Route 89 - Browning, Montana
- Interstate 15 - Shelby, Montana
- U.S. Route 85 - Williston, Severní Dakota
- U.S. Route 52 - Minot, Severní Dakota
- U.S. Route 83 - Minot, Severní Dakota
- U.S. Route 281 - Churchs Ferry, Severní Dakota
- U.S. Route 81 - Grand Forks, Severní Dakota
- Interstate 29 - Grand Forks, Severní Dakota
- U.S. Route 71 - Bemidji, Minnesota
- Interstate 35 - Duluth, Minnesota
- U.S. Route 51 - Hurley, Wisconsin
- Interstate 89/U.S. Route 7 - Colchester, Vermont
- Interstate 91/U.S. Route 5 - Saint Johnsbury, Vermont
- Interstate 95 - Newport, Maine